# Dzsavád Nekunám
Dzsavád Nekunám (perzsául: جواد نکونام; Teherán, 1980. szeptember 7. –) iráni labdarúgóhátvéd, a spanyol CA Osasuna és az iráni labdarúgó-válogatott csapatkapitánya.
Pályafutása legnagyobb részét a Pászban és az Osasunában töltötte, utóbbiban töltött első időszakában 174 meccsen 26 gólt lőtt.
Beceneve Neku, hazája válogatottjában több mint 140 alkalommal szerepelt, köztük két labdarúgó-világbajnokságon és három Ázsia-kupán.